# Mikola Kolessa
Mikola Filarètovitx Kolessa fou un director d'orquestra i compositor ucrainès.
El seu pare Filaret era etnomusicòleg i compositor ucraïnès la seva cosina era la pianista Lubka Kolessa. Es va graduar a l'Institut Superior de Musical de Lissenko, després va estudiar a Praga amb Vítězslav Novák i Otakar Ostrčil,i va ensenyar al Conservatori de Lviv. Les seves obres inclouen dues simfonies (1949 i 1966), variacions simfòniques (1931), una 'Suite Ucraïnesa' (1928), totes per a orquestra, i 'In the Mountains' per a orquestra de corda (1972), i diverses obres de cambra i incidentals, així com alguns cicles de cançons. El seu estil de composició era tonal i conservador i ha estat vinculat al d'Alexander Glazunov, tot i que també es poden escoltar influències de Bartok i de l'escola francesa de principis del segle xx. Com a director va treballar amb conjunts com l'Orquestra Filharmònica de Lviv, el Teatre de Ballet, l'Orquestra Simfònica de la Ràdio d'Ucraïna i el Cor Trembita, convertint-se en el fundador de l'escola de direcció de Lviv.